# Drum Workshop

Logo

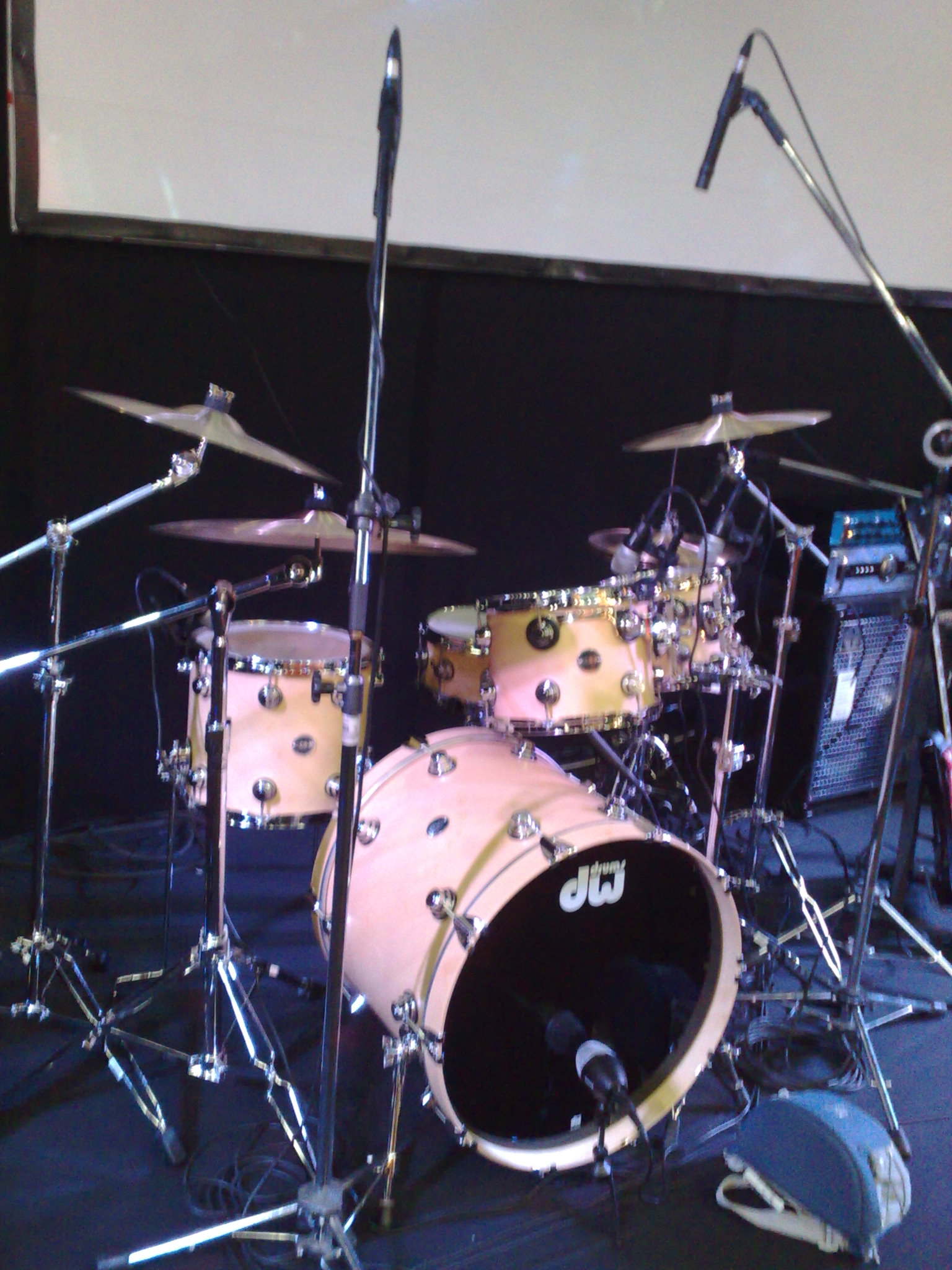
Drumset von DW

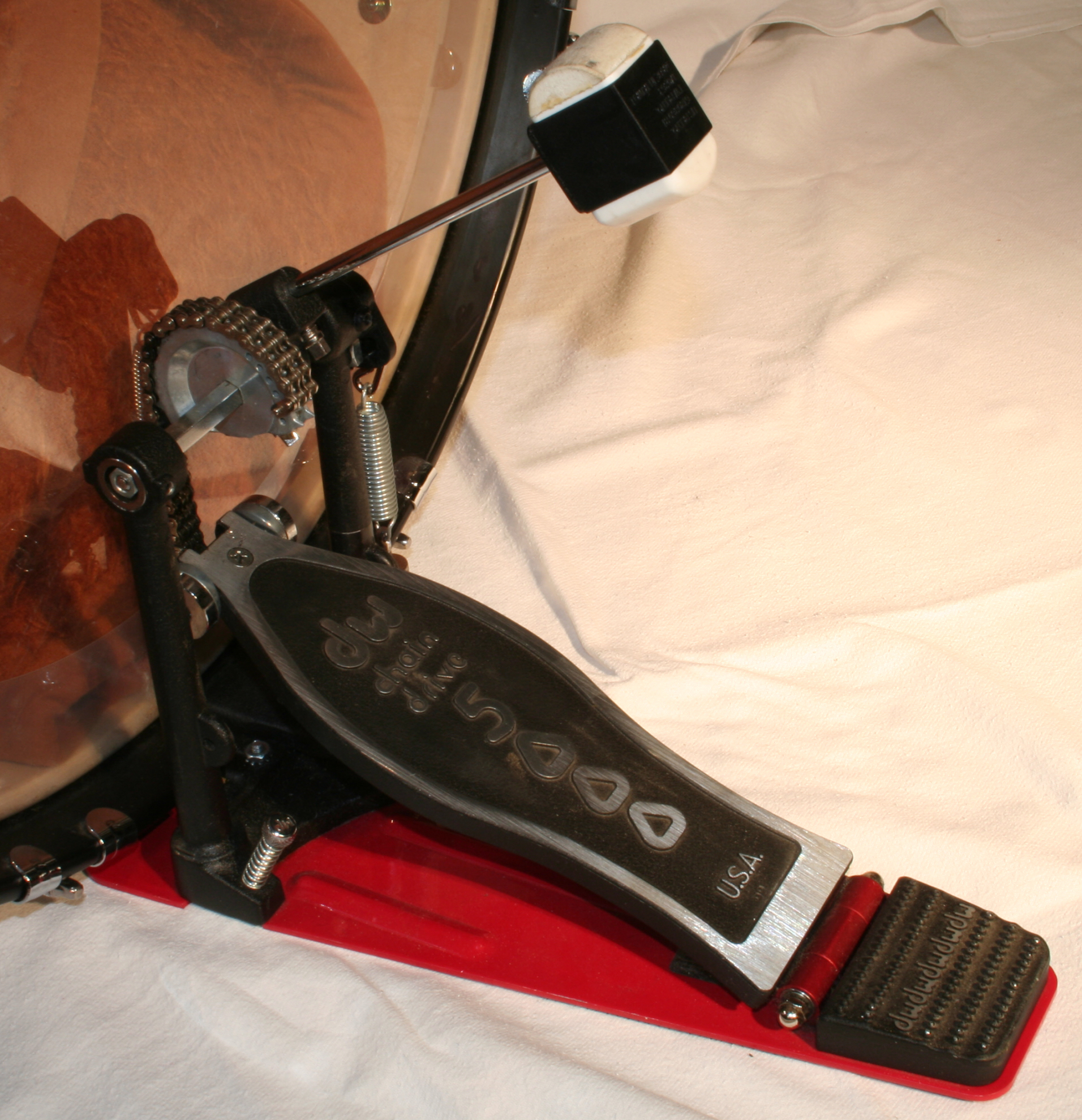
Fußmaschine „DW 5000“

Drum Workshop (DW, DW Drums) ist ein US-amerikanischer Hersteller von hochwertigen Schlagzeugen und Zubehör mit Sitz in Kalifornien.

## Geschichte
1972 eröffnete Don Lombardi ein Unterrichts-Studio in Santa Monica und nannte es „The Drum Workshop“. Zwei Jahre später fing Lombardi mit seinem Studenten John Good an, die erste Hardware herzustellen, deren Entwicklung einige Zeit in Anspruch nahm. Nach dem Aufkauf der Firma Camco Drum Co. im Jahr 1977 entwickelte DW immer mehr Hardware, u. a. Pedale für die Bassdrum und Drumsitze. Sie wechselte die Firmenrichtung von der Schlagzeug-Ausbildung hin zur Herstellung von Drumsets. 1992 wurde der Hauptsitz nach Oxnard verlegt.
DW entwickelt Hardware sowie Drumsets, die je nach Kundenwunsch aus einer weiten Spanne von Hölzern und Metallen hergestellt werden. Bekannt ist die althergebrachte Collector's Series. Andere Serien sind unter anderem „Performance“, „Design“, „Jazz“ oder „ECO-X“.
Im Januar 2015 verkaufte Fender große Teile von KMC Music, darunter Ovation sowie außerdem Gretsch Drums, Gibraltar Hardware, Toca Drums und Latin Percussion an Drum Workshop.
Gretsch Drums wurde im Januar 2024 von der deutschen GEWA übernommen. Der US-amerikanische Produktionsteil soll von deren Ableger GEWA music USA verwaltet werden.
Im November 2019 übernahm Drum Workshop von Gibson den Schlagzeughersteller Slingerland.
Im September 2022 wurde Drum Workshop vom japanischen Hersteller von Musikinstrumenten Roland übernommen.

## Schlagzeuger (Auswahl)
DW wird und wurde u. a. gespielt von Shannon Forrest (Toto), Jürgen Zöller (BAP), Chris Slade (AC/DC), The Rev (Avenged Sevenfold), Daniel Adair (Nickelback), Terry Bozzio, Chester Thompson, Sheila E., Tommy Lee (Mötley Crüe), Roger Taylor (Queen), Dave Grohl, Peter Criss (ehemals KISS), Neil Peart (Rush), Nigel Olsson (Elton John), Bertram Engel (Peter Maffay), Manni von Bohr, Atom Willard (Angels & Airwaves), Dominic Howard (Muse), Ginger Baker, Scott Travis (Judas Priest), Tico Torres (Bon Jovi), Thomas Lang, Marco Minnemann (Aristocrats) und Christoph Schneider (Rammstein).